# Jürgen von der Lippe
Jürgen von der Lippe, geboren als Hans-Jürgen Hubert Dohrenkamp (Bad Salzuflen, 8 juni 1948), is een Duitse presentator, entertainer, acteur, muzikant en komiek.

## Jeugd en opleiding
Jürgen von der Lippe groeide op in Aken, waar hij het Kaiser Karls-gymnasium bezocht en in 1966 zijn eindexamen aflegde. Daarnaast was hij katholiek misdienaar. Zijn vader was barkeeper in een stripteaseclub, zijn moeder was kokkin. Van 1967 tot 1970 voltooide hij een officiersopleiding bij de communicatie-eenheid van de Bundeswehr en verliet de strijdmacht met de rang van luitenant. Vanaf 1970 studeerde hij in Aken en vanaf 1972 in Berlijn voor germanistiek, filosofie en taalkunde, maar beëindigde de studie echter wegens de in Berlijn niet geoorloofde vakkencombinatie.

## Carrière

### Als zanger
In 1976 stichtte hij samen met Hans Werner Olm en anderen de Gebrüder Blattschuss, waartoe hij tot 1979 behoorde. Met de groep scoorde hij de hit Kreuzberger Nächte. Na zijn afscheid van de groep was hij actief als solomuzikant met meestal humoristische nummers. Zijn grootste muzikale succes was het nummer Guten Morgen, liebe Sorgen, dat in juli en augustus 1987 scoorde in de ZDF-Hitparade met een eerste plaats. Sinds 1977 was hij werkzaam voor de WDR.

### Televisie
Zijn tv-carrière startte in 1980 als huismeester in de door Marijke Amado en Frank Laufenberg gepresenteerde WWF-Club, waarin hij tot 1984 meewerkte en werd afgelost door Jürgen Triebel. Van 1984 tot 1989 presenteerde hij 56 live-uitzendingen van So isses. Van 1986 tot 1988 presenteerde hij bovendien voor de ARD het programma Donnerlippchen. Tussen 1989 en 2001 leidde hij door de show Geld oder Liebe. Van 1995 tot 2000 was hij gastheer in de surprise-talkshow Wat is? in Das Erste en in 2005 in de nieuwe editie Wat is? – Jetzt neu!. Daartussen maakte hij nog enkele shows en komedie-programma's en de uitzending van zijn podiumprogramma voor de publiek-juridische televisie. Sinds 2000 was hij ook voor privézenders werkzaam. In 1994 speelde hij in de komedie Nich' mit Leo in een driedubbele rol een katholieke priester, een bordeelhouder en een vreemdelingenlegionair naar zijn eigen draaiboek. In 2004/2005 speelde hij de hoofdrol van pastoor Erdmann in de comedyserie Der Heiland auf dem Eiland (RTL). Sinds 2006 speelt hij de vader van Cordula Stratmann in de comedyserie Schillerstraße. Bovendien presenteerde hij de Sat.1-comedyshow Die Meister der Comedy en de komedie-jaarterugblik Wer zuletzt lacht!. Van 2006 tot 2007 was hij spelleider van de show Extreme Activity van ProSieben. Sinds 2003 worden jaarlijks afleveringen van zijn programma Was liest du? uitgezonden door de WDR. In iedere aflevering begroet hij een prominente gast, die telkens een komisch boek voorstelt. Sinds 2008 is hij te zien bij Comedy Central met het programma Frag den Lippe en bij de MDR met Frei von der Lippe. In juli 2011 keerde hij met de show Ich liebe Deutschland, waarvan zes edities uitgezonden werden, terug bij de televisie.

### Podiumprogramma's
In zijn podiumprogramma's ontleedt Von der Lippe curiositeiten en gebeurtenissen van alledag en neemt deze op de schop. Meestal draagt hij daarbij hawaïhemden, zijn persoonlijk kenmerk. Hij benut vaak de geschiedenis van de Duitse taal met de vele vreemde woorden en synoniemen. Hoofdthema's van zijn programma's zijn het huwelijk, de verhouding tussen man en vrouw, gedragingen van mensen in bepaalde situaties en als autobiografisch weergegeven fictieve scenes uit zijn kinder- en jeugdjaren, meestal met de hoofdfiguur Udo Lohmeier, zijn fictieve aartsvijand uit vroegere dagen. Het kernthema van ieder programma loopt als een rode draad door de opvoering en haakt zich in nagenoeg ieder optreden in. Op tournees varieert hij ook graag de inhoud van zijn podiumshows en brengt deels ook actuele gebeurtenissen erin. Ook parodieerde hij in de loop der tijd bekende Duitse persoonlijkheden uit de showbusiness, waaronder Udo Lindenberg, Peter Maffay en Helge Schneider.

## Fictieve figuren
Gedurende zijn carrière bedacht hij diverse kunstfiguren, welke altijd opduiken in monologen en liederen en door hem op het podium in respectievelijke kostuums ook zelf uitgebeeld worden, waaronder:

### De eerwaarde
De karikatuur van een katholieke geestelijke, die met kinderlijke naïviteit nadenkt over de zin van het menselijk gedrag (meestal in seksueel opzicht) en zijn als preek bedoelde redevoering steeds met Meinen lieben Schafe begint.

### Hubert Lippenblüter
Deze figuur is postambtenaar in een gemiddelde kleine stad in het Sauerland, die door Von der Lippe in het overeenkomstig dialect wordt vertolkt. De figuur wordt steeds beschreven als 'der letzte Junggeselle des Sauerlandes', die zich tegen de toenaderingen van meerdere dames in zijn omgeving moet verweren. Zijn beste vrienden zijn Willi Husemann, de beheerder van een lokale sportzaak en de lerares Fräulein Liesenkötter, waarmee hij een gespleten verhouding heeft. Alhoewel beiden eigenlijk wel willen, komen de licht geëmancipeerde opvoedster en de licht stuntelige sofapatriarch nooit op een golflengte. De locatie van de meeste gebeurtenissen is ieders stamlokaal de Kühle Grund.

### Kalle
De figuur Kalle is een mengeling van proleet, heavy metal-fan en geresocialiseerde bajesklant met een beïnvloedbare drang naar gewelddadigheid. Qua taal komt hij uit de omgeving van Berlijn en begint zijn voordracht meestal met 'Laff änd pies, wa?!'. Kalle is voor Von der Lippe meestal een ventiel voor de harde en zwarte humor, die tot onder de gordel reikt.

## Privéleven
Jürgen von der Lippe was van 1986 tot 1988 in zijn tweede huwelijk getrouwd met de presentatrice Margarethe Schreinemakers, maar woont tegenwoordig weer met zijn eerste vrouw Anne Dohrenkamp samen. Hij is een bekennende agnosticus en een enthousiast goochelaar. In mei 1998 opende hij in Keulen de winkel Lippes Magic Store met goochelattributen. In november van hetzelfde jaar werd hij lid van de vereniging Magischer Zirkel von Deutschland.

## Onderscheidingen
- 1982: Liederpfennig
- 1987: Goldener Löwe van RTL voor Guten Morgen, liebe Sorgen
- 1987: Goldene Schallplatte voor het album Guten Morgen, liebe Sorgen
- 1988: Bronzene Kamera, publieksprijs categorie Comedy
- 1992: Telestar voor Geld oder Liebe
- 1993: Goldene Kamera in de categorie Beste presentatorvoor Geld oder Liebe
- 1994: Adolf-Grimme-prijs voor Geld oder Liebe (samen met Wendelin Haverkamp)
- 1996: Bambi voor TV Moderation
- 1999: Echo voor Mediamann des Jahres
- 2006: Duitse Comedyprijs – Ehrenpreis
- 2007: Adolf-Grimme-prijs voor Extreme Activity
- 2007: Goldene Romy voor Extreme Activity
- 2008: Münchhausen-prijs van de Nedersaksische kleine stad Bodenwerder
- 2008: Erelidmaatschap bij de Verein Deutsche Sprache
- 2009: Das große Kleinkunstfestival ereprijs
- 2013: Bremer Comedyprijs (ereprijs)
- 2015: Prix Pantheon extraprijs Reif und Bekloppt voor het levenswerk
- 2015: Jürgen von Manger-prijs voor een levenswerk

## Discografie

### Singles
- 1987: Guten Morgen, liebe Sorgen
- 1987: Dann ist der Wurm drin
- 1989: Is was
- 1992: König der City

### Albums
- 1977: Sing was Süßes
- 1978: Nicht am Bär packen!
- 1979: Extra Drei
- 1980: Zwischen allen Stühlen
- 1982: Kenn'Se den?
- 1983: Ein Mann Show
- 1985: Teuflisch gut! (lp-titel; als cd gepubliceerd als Man kann nicht immer Sieger sein)
- 1987: Guten Morgen, Liebe Sorgen
- 1989: Is was
- 1990: Humor ist Humor
- 1992: König der City
- 1995: Der Blumenmann
- 1998: Männer, Frauen, Vegetarier
- 1999: Die andere Seite
- 2001: Große Männer (Best-Of-Sampler)
- 2001: So bin ich
- 2004: Alles was ich liebe
- 2006: Man kann nicht immer Sieger sein (van Convoy - Karussell)
- 2006: Sie und Er
- 2008: Das Beste aus 30 Jahren
- 2009: Der witzigste Vorleseabend der Welt (live, met Carolin Kebekus en Jochen Malmsheimer)
- 2010: Verkehrte Welt: Inszenierte Lesung
- 2011: So geht's
- 2011: So geht's – Wortschätze aus seinem Live-Programm
- 2014: Ist das ein Witz? Vol. 2: Kommt ein Komiker zum Arzt … (live, met Eckart von Hirschhausen)
- 2015: Beim Dehnen singe ich Balladen (live, met Carolin Kebekus en Jochen Malmsheimer)

## Televisie
- 1980–1984: WWF Club (WDR televisie, 158 afleveringen)
- 1981: Von Mey bis Meinecke (show, Das Erste)
- 1983–1984: Showstart (show, Das Erste, 3 afleveringen)
- 1983: Netter geht’s nicht (show, Das Erste)
- 1983: Voll ins Leben (WDR televisie, 3 afleveringen)
- 1984–1989: So isses (WDR televisie, 56 uitzendingen)
- 1985, 1987: Die Goldene Eins (Das Erste, 20 afleveringen)
- 1986–1988: Donnerlippchen (spelshow, Das Erste, 15 afleveringen)
- 1988: In diesem Sinne – Ihr Jürgen von der Lippe (podiumprogramma, Das Erste, 2 afleveringen)
- 1989–2001: Geld oder Liebe (spelshow, Das Erste, 90 afleveringen)
- 1992: Hast Du Worte (spelshow, WDR televisie, 23 afleveringen)
- 1992–1994: Lippes Lachmix (komedie, WDR televisie, 8 afleveringen en 4 specials)
- 1995–1997: Lippes Lachmix live (komedie, SFB1/WDR televisie, 6 afleveringen en 3 specials)
- 1995–2000: Wat is? (verrassingstalkshow, WDR televisie/Das Erste, 188 afleveringen)
- 1997: Der Blumenmann (podiumprogramma, Das Erste, 2 afleveringen)
- 2000: Männer. Frauen. Vegetarier (podiumprogramma, Sat.1)
- 2000: Ja uff erstmal … – Winnetou unter Comedy-Geiern – WDR Lange Nacht in WDR televisie en radio. Prominente komedianten lezen Winnetou
- 2001: Blind Dinner (talk- & spelshow, Sat.1, 4 afleveringen)
- 2001–2005: Wer zuletzt lacht (komedie-jaarterugblik, Sat.1)
- 2002: Hart & Heftig (comedy, Sat.1, 2 afleveringen)
- 2003–2010: Was liest du? (literaire komedie, WDR televisie)
- 2003: Jetzt ist Kachelamm dran (talkshow, MDR televisie)
- 2004–2005: Der Heiland auf dem Eiland (sitcom, RTL, 14 afleveringen)
- 2004: Lippe blöfft (spelshow, Das Erste, 3 afleveringen)
- 2005: Wat is? – Jetzt neu! (5 afleveringen)
- 2005–2007: Schillerstraße (improvisatie-komedie, Sat.1)
- 2006: Die Meister der Comedy (komedieshow, Sat.1)
- 2006–2007: Extreme Activity (spelshow, ProSieben)
- 2007: Alles, was ich liebe (podiumprogramma, Sat.1, 3 afleveringen)
- 2008: Frage den Lippe (panel-show op Comedy Central)
- 2008: Frei von der Lippe (show om de Duitse taal in MDR-televisie)
- 2009: In aller Freundschaft (aflevering 428)
- 2011: Ich liebe Deutschland (komedie-quiz-show, 6 afleveringen, SAT.1)
- 2012: Dalli, Dalli (quiz-show, NDR)
- 2015: Tiere wie wir (quiz-show, SAT.1))
- 2015: Vier Unschuldige und ein Todesfall (krimi-quizshow, RBB, 2e seizoen), presentatie en showmaster
- 2016: Neo Magazin Royale (Late-Night-show, ZDFneo, 1 aflevering)

## Filmografie
- 1984: Zwei Nasen tanken Super (gastrol als restaurantleider)
- 1989: Asterix – Operation Hinkelstein (stemacteur van Asterix)
- 1995: Nich' mit Leo
- 1999: Tobias Totz und sein Löwe (stemacteur van Tobias Totz)